# Agonac
Agonac – miejscowość i gmina we Francji, w regionie Nowa Akwitania, w departamencie Dordogne.
Według danych na rok 1990 gminę zamieszkiwały 1342 osoby, a gęstość zaludnienia wynosiła 36 osób/km² (wśród 2290 gmin Akwitanii Agonac plasuje się na 317. miejscu pod względem liczby ludności, natomiast pod względem powierzchni na miejscu 199).